# Allygidius anatomarius
Allygidius anatomarius är en insektsart som beskrevs av Dlabola 1980. Allygidius anatomarius ingår i släktet Allygidius och familjen dvärgstritar. Inga underarter finns listade i Catalogue of Life.